# ملعب نادي الإمارات
ملعب نادي الإمارات هو ملعب متعدد الأغراض يقع في رأس الخيمة، الإمارات العربية المتحدة. يتم استخدامه حالياً في الغالب لمباريات كرة القدم وهو الملعب البيتي لنادي الإمارات. يتسع الملعب لجلوس قرابة 3,000 مفترج.

## روابط خارجية
- كوورة